# Drapac-Cannondale Holistic Development Team
El Drapac-Cannondale Holistic Development Team (código UCI: DCC) fue un equipo ciclista profesional australiano.
En julio de 2019, el equipo anunció su desaparición al término de la temporada.

## Sede
La sede del equipo se encontraba en Melbourne (Victoria).

## Material ciclista
El equipo utilizaba bicicletas Swift, anteriormente había utilizado Bianchi (2006) y Giant (2007-2010, 2012-2013).

## Clasificaciones UCI
A partir de 2005 la UCI instauró los Circuitos Continentales UCI, donde el equipo está desde que se creó dicha categoría. Ha participado en carreras de distintos circuitos, con lo cual ha estado en las clasificaciones del UCI Europe Tour Ranking, UCI America Tour Ranking, UCI Asia Tour Ranking y UCI Africa Tour Ranking. Las clasificaciones del equipo y de su ciclista más destacado son las siguientes.

### UCI America Tour
| Temporada | Clasificación por equipos | Mejor corredor | Posición |
| 2013-2014 | 36º                       | Lachlan Norris | 333º     |
| 2015      | 14º                       | Lachlan Norris | 32.º     |
| 2016      | 38.º                      | Peter Koning   | 273.º    |
| 2017      | 50.º                      | Liam White     | 410.º    |

### UCI Asia Tour
| Temporada | Clasificación por equipos | Mejor corredor     | Posición |
| 2005-2006 | 7º                        | Robert McLachlan   | 10º      |
| 2006-2007 | 10º                       | Darren Lapthorne   | 50.º     |
| 2007-2008 | 21º                       | Mitchell Docker    | 45.º     |
| 2008-2009 | 17º                       | Peter McDonald     | 53.º     |
| 2009-2010 | 19º                       | Peter McDonald     | 65º      |
| 2010-2011 | 18º                       | Muhamad Othman     | 46.º     |
| 2011-2012 | 12º                       | Rhys Pollock       | 11º      |
| 2012-2013 | 8º                        | Bernard Sulzberger | 13º      |
| 2013-2014 | 9º                        | Wouter Wippert     | 13º      |
| 2015      | 12º                       | Wouter Wippert     | 18º      |
| 2016      | 9.º                       | Jason Lowndes      | 112.º    |
| 2017      | 35.º                      | Jesse Featonby     | 117.º    |
| 2018      | 73.º                      | Liam Magennis      | 209.º    |

### UCI Europe Tour
| Temporada | Clasificación por equipos | Mejor corredor   | Posición |
| 2006-2007 | 132.º                     | Robert McLachlan | 1187º    |
| 2007-2008 | 89.º                      | Mitchell Docker  | 418.º    |
| 2008-2009 | 101.º                     | Stuart Shaw      | 798.º    |
| 2009-2010 | 104.º                     | Angus Morton     | 816º     |
| 2010-2011 | 90.º                      | Floris Goesinnen | 319.º    |
| 2011-2012 | 91.º                      | Adam Phelan      | 237.º    |
| 2012-2013 | 102.º                     | Adam Phelan      | 292º     |
| 2013-2014 | 99.º                      | Darren Lapthorne | 373.º    |
| 2015      | 131.º                     | Brenton Jones    | 1056.º   |
| 2016      | 83.º                      | Brendan Canty    | 708.º    |
| 2017      | 123.º                     | Cyrus Monk       | 987.º    |
| 2018      | 114.º                     | James Whelan     | 599º     |

### UCI Oceania Tour
| Temporada | Clasificación por equipos | Mejor corredor     | Posición |
| 2005-2006 | 3º                        | Phillip Thuaux     | 4º       |
| 2006-2007 | 1º                        | Robert McLachlan   | 1º       |
| 2007-2008 | 9º                        | Stuart Shaw        | 40.º     |
| 2008-2009 | 1º                        | Peter McDonald     | 1º       |
| 2009-2010 | 6º                        | Lachlan Norris     | 15º      |
| 2010-2011 | 5º                        | Lachlan Norris     | 11º      |
| 2011-2012 | 3º                        | Rhys Pollock       | 4º       |
| 2012-2013 | 3º                        | Adam Phelan        | 6º       |
| 2013-2014 | 2º                        | Bernard Sulzberger | 4º       |
| 2015      | 2º                        | Jordan Kerby       | 4º       |
| 2016      | 2º                        | Brendan Canty      | 4º       |
| 2017      | 3º                        | Cyrus Monk         | 8º       |
| 2018      | 2º                        | James Whelan       | 2º       |
| 2019      | 5º                        | Liam Magennis      | 51.º     |

## Palmarés
Para años anteriores véase: Palmarés del Drapac-Cannondale Holistic Development Team.

### Palmarés 2019

#### Circuitos Continentales UCI
| Fechas      | Circuito              | Carreras                                  | Ganador          |
| 25 de enero | UCI Oceania Tour 2019 | 3.ª etapa de la New Zealand Cycle Classic | Jensen Plowright |
| 27 de enero | UCI Oceania Tour 2019 | 5.ª etapa de la New Zealand Cycle Classic | Theodore Yates   |

## Plantilla
Para años anteriores véase: Plantillas del Drapac-Cannondale Holistic Development Team.

### Plantilla 2019
| Nombre           | Nacimiento | Nacionalidad | Equipo 2018                                        |
| Thomas Bolton    | 20/11/1998 | Australia    | Oliver's Real Food                                 |
| Patrick Burt     | 26/05/1996 | Australia    | Drapac-EF p/b Cannondale Holistic Development Team |
| Zachary Johnson  | 04/04/2000 | Australia    | Neoprofesional                                     |
| Tom Kaesler      | 01/03/1995 | Australia    | Drapac-EF p/b Cannondale Holistic Development Team |
| Liam Magennis    | 14/03/1997 | Australia    | Drapac-EF p/b Cannondale Holistic Development Team |
| Oliver Martin    | 23/06/1995 | Australia    | Brisbane Continental Cycling Team                  |
| Jensen Plowright | 15/05/2000 | Australia    | Neoprofesional                                     |
| Ryan Thomas      | 02/02/1995 | Australia    | Brisbane Continental Cycling Team                  |
| Liam White       | 09/11/1994 | Australia    | Drapac-EF p/b Cannondale Holistic Development Team |
| Theodore Yates   | 28/02/1995 | Australia    | Drapac-EF p/b Cannondale Holistic Development Team |